# Ledopuntia
Ledopuntia (Tephrocactus articulata) är en växtart i familjen kaktusväxter. Arten förekommer i Argentina. Odlas ibland som krukväxt i Sverige.

## Synonymer
Cereus articulatus Pfeiffer
Opuntia andicola Pfeiffer
Opuntia articulata (Pfeiffer) D.R.Hunt
Opuntia diademata Lemaire
Opuntia glomerata sensu Britton et Rose
Opuntia papyracantha K.Schumann
Opuntia stromboliformis A.Berger
Opuntia turpinii Lemaire
Tephrocactus andicolus (Pfeiffer) Lemaire
Tephrocactus diadematus (Lemaire) Lemaire
Tephrocactus glomeratus (Haworth) Spegazzini
Tephrocactus stromboliformis (A.Berger) Fric
Tephrocactus turpinii (Lemaire) Lemaire

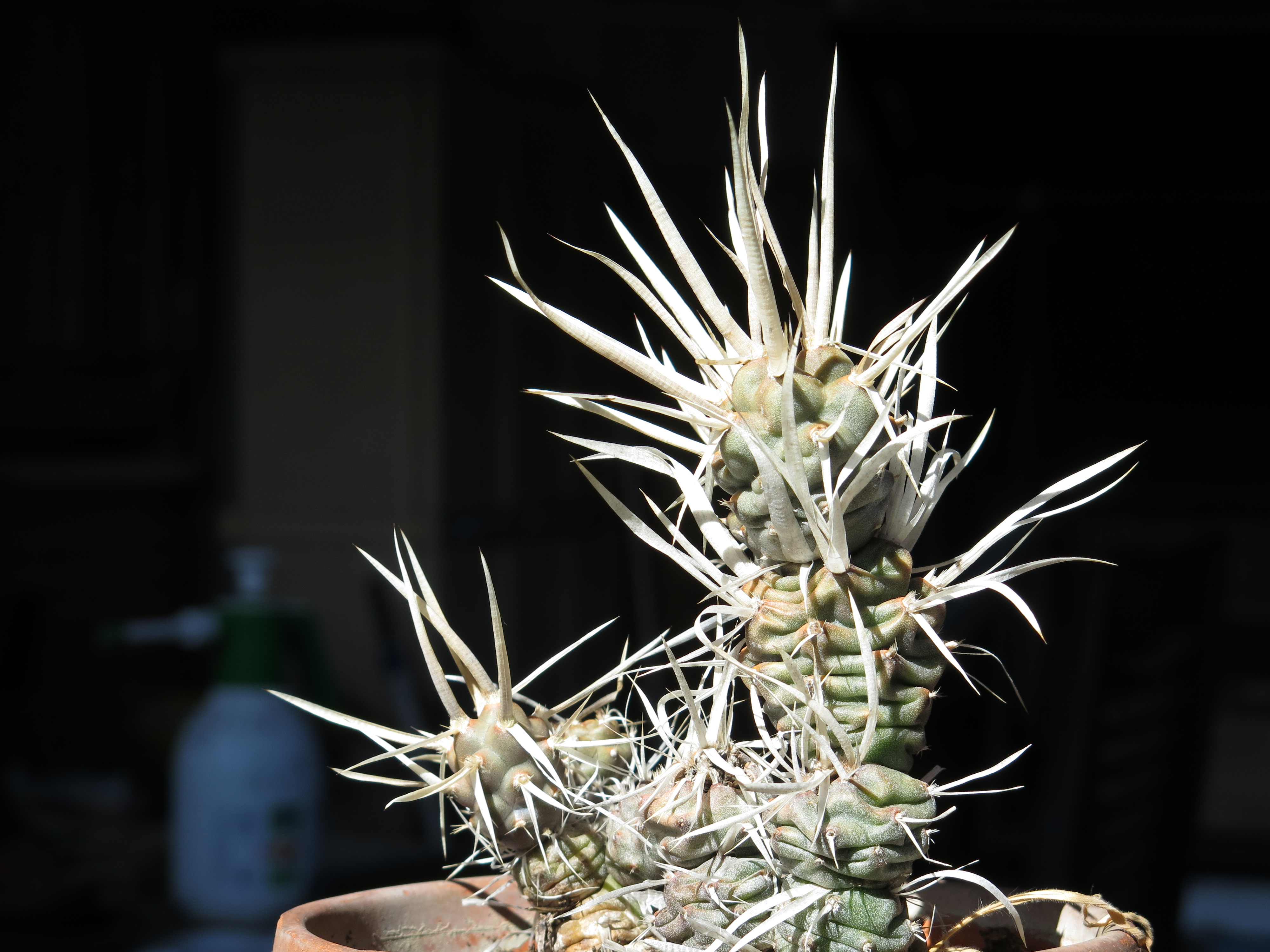
Tephrocactus articulatus var. diadematus
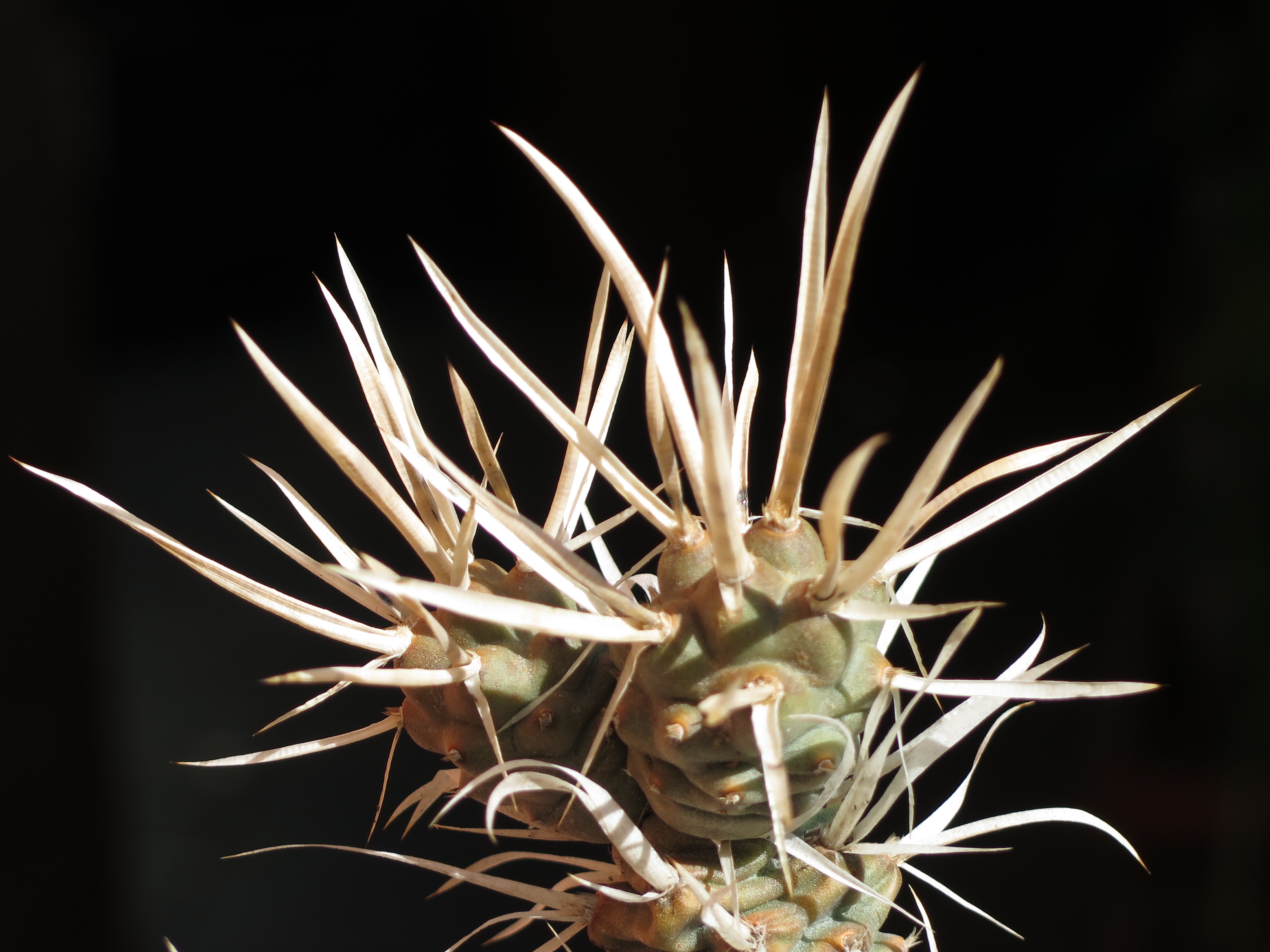
Tephrocactus articulatus var. diadematus - detalj
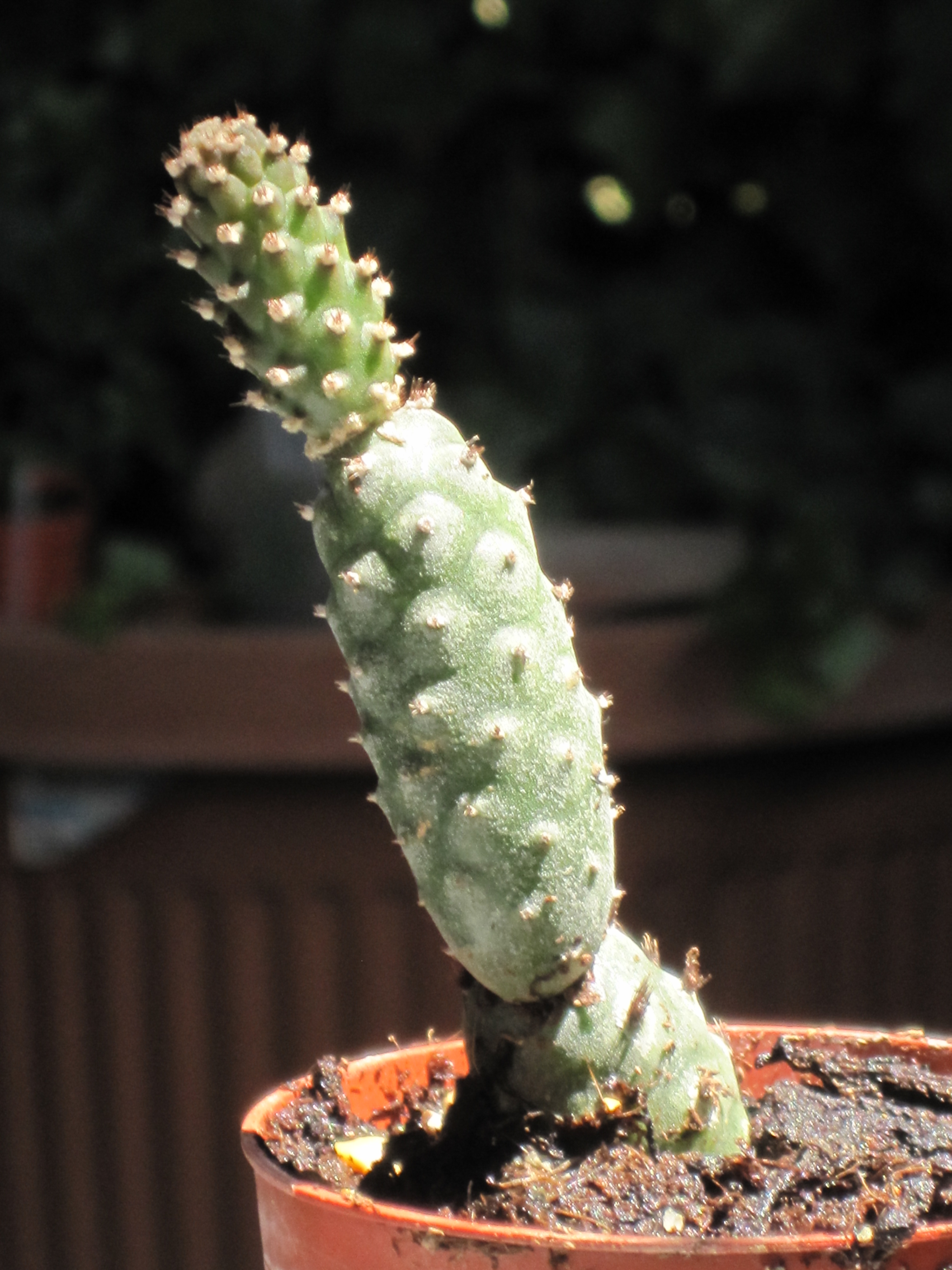
Tephrocactus articulatus var. inermis